# Bob Harrison
Robert William Harrison (Toledo (Ohio), 12 de agosto de 1927) foi um basquetebolista norte-americano que conquistou o título da NBA em três ocasiões (1949-50, 1951-52 e 1952-53) enquanto defendia as cores do Minneapolis Lakers.